# Cocagne (teinture)
Pour les articles homonymes, voir Cocagne.

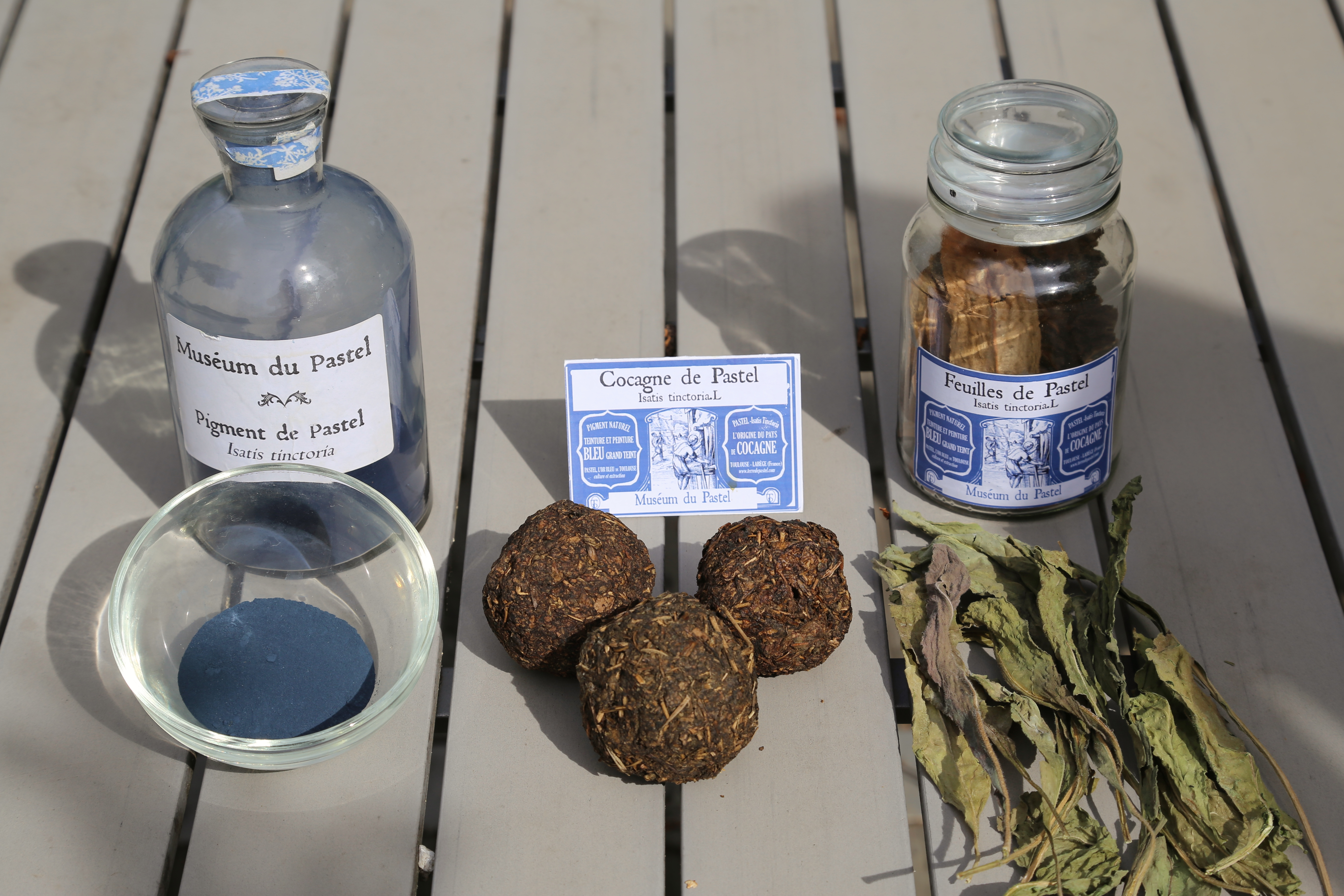
La cocagne constitue une étape dans l'obtention de la teinture bleue du pastel. Sous cette forme déshydratée le produit pouvait être stocké et transporté.

Boule séchée et durcie obtenue à partir de feuilles de pastel broyées (plante tinctoriale), la cocagne était concassée et utilisée comme teinture bleue. Le séchage facilitait sa conservation et son transport. Le nom semble venir de coca qui désigne cette boule , et viendrait lui-même du provençal coca « coque » ou « gâteau ».
Ce terme est du domaine du commerce.
Les savoir-faire liés à la teinture au pastel en pays de Cocagne sont une pratique inscrite à  l'inventaire du patrimoine culturel immatériel en France en 2021. 